# Gerd Fätkenheuer
Gerd Fätkenheuer (* 1955 in Lindelbach) ist ein deutscher Internist und Infektiologe. Er war von 1995 bis 2024 Leiter der Klinischen Infektiologie am Uniklinikum Köln.

## Werdegang
Gerd Fätkenheuer studierte 1974 bis 1975 Germanistik und Philosophie in Tübingen und ab 1975 Medizin in Aachen und Köln. 1982 begann er seine klinische Tätigkeit zunächst im St.-Franziskus-Hospital Köln (Radiologie, Innere Medizin). 1987 wechselte er an in die Medizinischen Poliklinik des Kölner Universitätsklinikums (damaliger Leiter Werner Kaufmann), wo er 1990 mit einer Arbeit über den Krankheitsverlauf bei HIV-Infektion promoviert wurde. Ab 1992 war er als wissenschaftlicher Assistent an der Klinik I für Innere Medizin (damaliger Leiter Volker Diehl). 1993 erhielt er die Anerkennung als Arzt für Innere Medizin und 2003 die Anerkennung als Infektiologe (DGI) sowie 2005 die Anerkennung der Zusatzweiterbildung „Infektiologie“ durch die Ärztekammer Nordrhein. 1995 wurde er zum Leiter der Arbeitsgruppe Infektiologie und Oberarzt ernannt.
Gerd Fätkenheuer habilitierte sich im Jahr 2000 in Köln, wurde dort 2005 zum apl. Professor ernannt und 2007 zum Professor für Innere Medizin/Klinische Infektiologie berufen.
Von 1995 bis zum Eintritt in den Ruhestand zum April 2024 leitete er den Bereich Klinische Infektiologie am Universitätsklinikum Köln. Von 2013 bis 2019 war er Vorsitzender der Deutschen Gesellschaft für Infektiologie (DGI).

## Veröffentlichungen (Auswahl)
- Maria Vehreschild, Gerd Fätkenheuer, Leif Erik Sander, Christoph Lübbert, Siegbert Rieg, Georg Ertl, Bernd Salzberger. Infektiologie – eine neue Facharztdisziplin in Deutschland. Dtsch Med Wochenschr 2024; 149(09): 533-536[9]